# Heraclia alice
Heraclia alice là một loài bướm đêm trong họ Noctuidae.